# Austrochlamys natans
Austrochlamys natans — вид двостулкових молюсків родини гребінцевих (Pectinidae). Був виділений у 2003 році з роду Pecten у монотиповий рід Austrochlamys. Описано один підвид — Austrochlamys natans walosseki.

## Поширення
Зустрічається у морських прибережних водах біля берегів Аргентини та Чилі.

## Опис
Мушля завдовжки 6-9 см, коричневого або пурпурового забарвлення, інколи з рожевим відтінком.